# Gerhard Fieseler
Gerhard Fieseler (15 de abril de 1896 - 1 de setembro de 1987) foi um piloto alemão durante a Primeira Guerra Mundial, campeão de acrobacias aéreas e designer e construtor de aeronaves. Abateu no total 19 aeronaves, o que fez dele um ás da aviação. Depois do final da guerra Fieseler fundou a empresa de aviação Fieseler Flugzeugbau, que mais tarde mudou o nome para Gerhard Fieseler Werke. Em 1934, com um avião construído pela sua própria empresa, Fieseler ganhou o primeiro Campeonato Mundial de Acrobacias, em França. Mais tarde ficou ainda mais famoso por criar o Fi 156, mais conhecido como The Storch. A sua empresa entretanto dedicar-se-ia a desenvolver várias aeronaves durante a Segunda Guerra Mundial, e entre todos os seus trabalhos o mais famoso foi a bomba voadora V-1.